# Bohumír Strnadel-Četyna
Bohumír Strnadel-Četyna (29. října 1906, Trojanovice – 11. ledna 1974, Čeladná) byl moravský spisovatel a novinář, autor historických románových kronik z Valašska.

## Životopis
Bohumír Strnadel se narodil v rodině pasekáře Filipa Strnadela (1876) a Anežky roz. Kneblové (1880). Měl dva bratry: Josefa a Antonína.
Měšťanskou školu absolvoval ve Frenštátě pod Radhoštěm, poté studoval v letech 1923–1924 na gymnáziu na Velehradě a na reálných gymnáziích v Olomouci v letech 1924–1926 a r. 1926 v Brně. Studium nedokončil a po vojenské službě v Brně a v Opavě (1929–1931) pracoval doma v hospodářství a sezonně jako lesní dělník. V roce 1936 navštěvoval na Filozofické fakultě Univerzity Karlovy externě přednášky profesorů Františka X. Šaldy, orientalisty Aloise Musila aj.
V letech 1939 až 1941 studoval historické prameny k dějinám hukvaldského panství, zvláště v brněnských a kroměřížských archivech. V roce 1941 a 1942 byl archivářem a správcem muzejních sbírek ve Frenštátě pod Radhoštěm, potom pracoval na úřadě v Trojanovicích, po osvobození jako tajemník Místního národního výboru.
Od 1947 se věnoval pouze literární práci a také osvětové a kulturněpolitické činnosti. V 50. a 60. letech podnikl řadu cest do východní a jihovýchodní Evropy a na Blízký východ. Na začátku 70. let vedl ostravskou pobočku nově zřízeného SČS.

## Dílo – výběr
- Hory a lidé. Tři úvahy o životě dávných salašníků. Nákladem obce, Trojanovice 1944
- O lidových pověstech pod Radhoštěm. Český lid 2, 1947; č. 10, s. 194–196
- Jednou za slunovratu. Družstevní práce, Praha 1950
- Zbojníci. Československý spisovatel, Praha 1954
- Sedmikvítek. Státní nakladatelství dětské knihy, Praha 1957
- Valašský vojvoda. Mladá fronta, Praha 1957
- Valchař se směje. Devatenáct humoresek z pod Radhoště. Krajské nakladatelství, Ostrava 1958
- Koliby v soumraku. Krajské nakladatelství, Ostrava 1959
- Zahrádka trněná. Krajské nakladatelství, Ostrava 1961
- Živly. Krajské nakladatelství, Ostrava 1962
- Drvaři. Krajské nakladatelství, Ostrava 1963
- Besedy na staré valše. Profil, Ostrava. 1969
- Kdo byl rytíř Osmička. Nová svoboda 14. 2. 1970, s. 7
- Stříbrný obušek. Profil, Ostrava 1972
- Poselství zapomenutých. Profil, Ostrava 1973
- Besedy na staré valše. Profil, Ostrava 1973